# Гринбергас, Янис Альбертович
Я́нис Альбертович Гри́нбергас (лит. Jānis Grīnbergas, 29 ноября 1925, Лиепая, Латвия — 9 марта 2013, Вильнюс, Литва) — советский и литовский баскетболист, тренер и судья по баскетболу и гандболу, спортивный функционер. Отличник физической культуры (1954).

## Биография
Родился 29 ноября 1925 года в латвийском городе Лиепая.
Детство и юность провёл в Латвии. В 1944 году немцы угнали его на работу в чешский город Градец-Кралове. После окончания Второй мировой войны переехал в Прагу. В Праге играл в баскетбол за местный «Ункас», в составе которого стал чемпионом Чехии, впоследствии тренировал его. Затем вернулся в СССР.
В 1948—1949 годах был тренером-преподавателем университета в Каунасе. В 1949—1953 годах играл в баскетбол за «Кауно Аудиняй» и тренировал её. В 1955 году стал судьёй всесоюзной категории по баскетболу.
В 1950 году окончил в Латвии институт физической культуры.
С 1953 года переехал в Вильнюс и в том же году начал работать гандбольным тренером.
В 1962—1970 годах был тренером мужской и женской сборных СССР по гандболу, в 1956—1964 годах — главным тренером женской команды, в 1963—1965 и 1968—1970 годах — главным тренером мужской. Под его началом обе команды впервые выступали на чемпионатах мира: женщины в 1962 году в Румынии заняли 6-е место, мужчины в 1964 году в Чехословакии — 5-е.
Впоследствии работал судьёй. Имея всесоюзную (1957) и международную категорию, судил матчи гандбольных турниров на восьми подряд летних Олимпийских играх (1972—2000). Входил в комиссию по судейству и правилам Международной федерации гандбола.
В 1980 году был председателем оргкомитета по проведению гандбольного турнира летних Олимпийских игр в Москве.
Был президентом Литовской федерации гандбола, почётным президентом олимпийского комитета Литвы.
Был автором ряда изданий, посвящённых правилам гандбола и судейству.
Заслуженный тренер СССР (1965). Заслуженный деятель физкультуры и спорта Латвийской ССР (1981).
В 2001 году награждён серебряным Олимпийским орденом и Рыцарским крестом ордена Великого князя Литовского Гядиминаса 5-й степени, в 2007 году — Золотой медалью Международной федерации гандбола, в 2008 году — Офицерским крестом ордена «За заслуги перед Литвой».
Умер 9 марта 2013 года в Вильнюсе. Похоронен на Антакальнисском кладбище в Вильнюсе.